# طريق E44 الإمارات العربية المتحدة
طريق أي 44 (بالإنجليزية: E44 Road) ويسمى أيضا طريق الخيل أو طريق دبي-حتا السريع. هو أحد الطرق الرئيسية في دولة الإمارات العربية المتحدة يربط بين مدينة دبي وبلدة حتا في منطقة البرشاء في دبي. يبلغ طوله 118 كم ويمر عبر منطقة لهباب.أعلن عن البدأ في إنشاءه في عام 2016 وبدا العمل فيه في فبراير 2017 حيث بلغت كلفة إنشاء الطريق 54 مليون درهم (14,7 مليون دولار) بخمس مسارات.
يبدأ طريق الخيل السريع (E44) من تقاطع مدينة دبي الرياضية ومثلث قرية الجميرا على شارع الإمارات (E311) . ويمر عبر المنطقة الصناعية برأس الخور ومدينة دبي العالمية ويتقاطع مع الطرق السريعة رقم E611 و E311 و E66 في الإمارات العربية المتحدة.
يمتد الطريق بالتوازي مع شارع الشيخ محمد بن زايد أو الإمارات سابقا (E311) وشارع الشيخ زايد (E11) كما يربط هذا الطريق دولة الإمارات العربية المتحدة بـ سلطنة عمان عن طريق منفذ حتا الحدودي.
تم خفض السرعة القصوى على جزء من طريق دبي - حتا من 120 كم/ساعة إلى 100  كم/ساعة ابتداءً من الحدود الإماراتية العمانية في منطقة مزيرع، ولغاية منفذ عُـمان الحدودي، بهدف الحد من أعداد الحوادث المرورية، حيث شهدت هذه المنطقة نحو 20 حادثاً مرورياً نتج عنها 5 وفيات بينما يشهد الطريق نسبة كبيرة من حركة مرورية للمركبات الثقيلة على الاتجاهين.

## انظر أيضاً

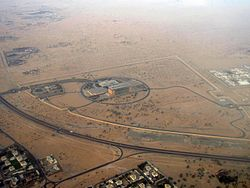
صورة للطريق من الجو